# Alive/Worldwide Tour
Alive/Worldwide Tour (o conosciuto anche come Reunion Tour) è stato un tour intrapreso dalla band hard rock americana Kiss, iniziato il 28 giugno 1996 a Detroit e terminato a Londra il 5 luglio 1997. Questo fu il primo tour con i membri originali del gruppo Peter Criss ed Ace Frehley, per la prima volta dal Dynasty Tour del 1979.

## Antefatti

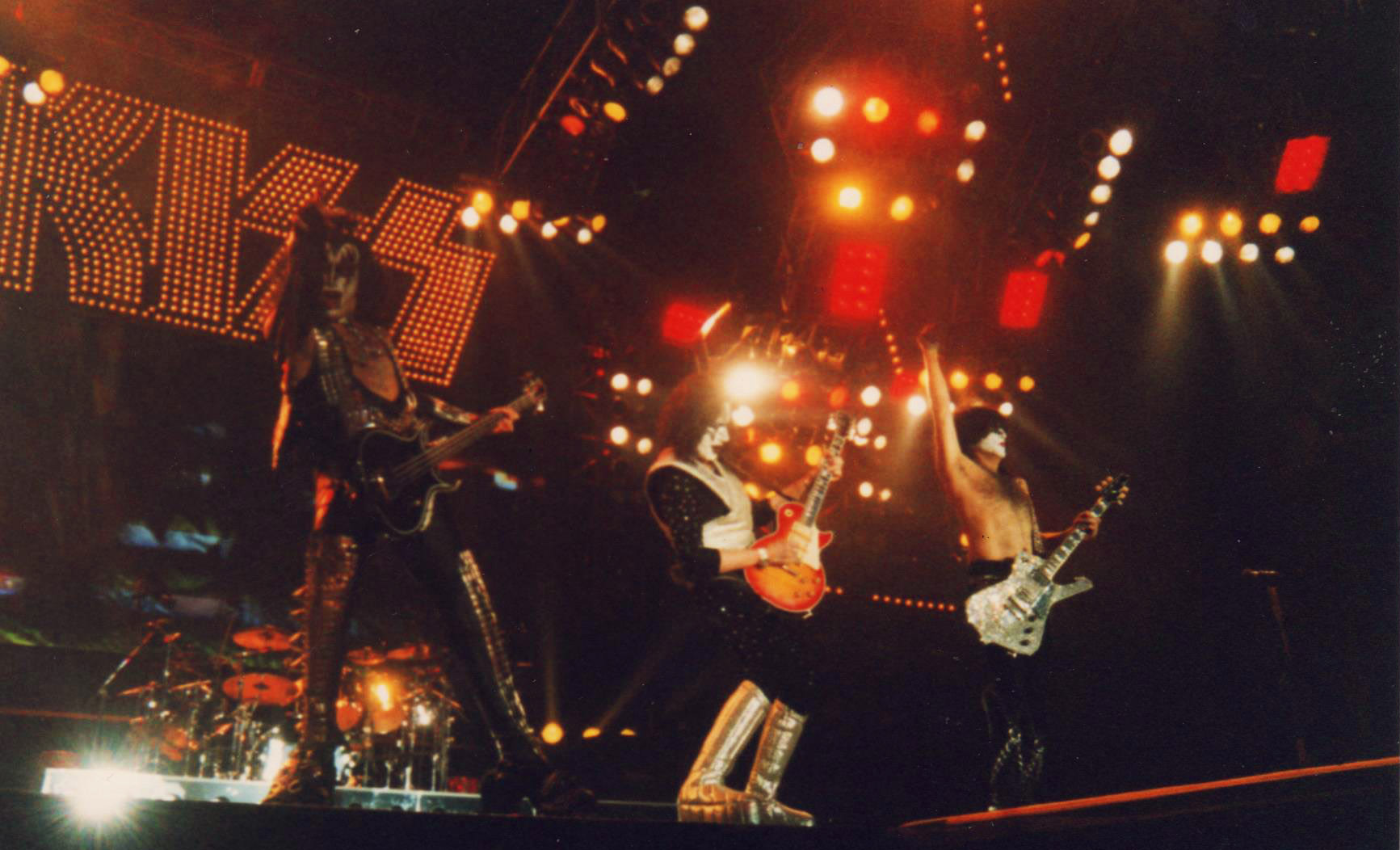
I Kiss mentre si esibiscono ad Utrecht, l'11 giugno 1997.

Mentre i Kiss continuarono ad esistere pubblicamente come Simmons, Stanley, Kulick e Singer, furonk in lavorazione gli arrangiamenti per una riunione della formazione originale. Questi sforzi culminarono con un evento pubblico drammatico come qualsiasi altro che la band avesse organizzato dal suo smascheramento del 1983 su MTV. Con queste dichiarazioni, Tupac Shakur presentò la formazione originale dei Kiss, completamente truccata e con abiti da palcoscenico dell'era Love Gun, con una travolgente ovazione ai Grammy Awards, il 28 febbraio, dello stesso anno
(Tupac Shakur, 1996)
Il 16 aprile 1996, i membri della band tennero una conferenza stampa a bordo della USS Intrepid (CV-11) a New York, dove annunciarono i loro piani per un vero e proprio tour di reunion, con l'aiuto di nuovo manager Doc McGhee. La conferenza, condotta da Conan O'Brien, fu trasmessa in simulcast in 58 paesi. Il 20 aprile, quasi 40.000 biglietti per il primo spettacolo del tour andarono esauriti in 47 minuti. La band avrebbe riportato le proprie acrobazie vintage, tra cui lo sputare sangue e lo sputafuoco di Simmons, la chitarra fumante e sparante di Frehley, gli spettacoli pirotecnici e le alzate della piattaforma.
I membri lavorarono alla forma fisica per il tour, con Frehley che si sottopose ad un intervento di chirurgia plastica, poiché Stanley affermò che "non volevano che le persone rimanessero deluse quando vedevano un gruppo di ragazzi grassi in calzamaglia".
Dopo le prove, i Kiss iniziarono il loro tour di reunion il 15 giugno del 1996, con un concerto di riscaldamento a Irvine per il KROQ Weenie Roast. Venne considerato dalla band come una prova dal vivo per molti aspetti dello spettacolo sul palco prima che il tour iniziasse al Tiger Stadium di Detroit tutto esaurito il 28 giugno 1996, suonando davanti a circa 40.000 persone. Il tour durò 192 spettacoli nel corso di un anno e incassò 43,6 milioni di dollari, rendendo i Kiss il gruppo più famoso per concerti d'alto livello di quell'anno. Il 5 aprile 1997, durante lo spettacolo della band al Columbus Civic Center, Criss non fu in grado di esibirsi, con il risultato che la band portò il tecnico della batteria Ed Kanon per quella performance.
Nel programma del tour finale della band, Paul Stanley ha riflettuto su questo:
(Paul Stanley, 2019)

## Recensioni
Per l'esibizione di riscaldamento al KROQ "Weenie Roast", un giornalista del Los Angeles Times notò la voce debole e filante di Stanley, affermando che non era attrezzato per il suo stile operistico che "è quasi eroico per lui anche solo provarci". Notò che i Kiss sembravano e suonavano ancora come avevano sempre fatto, notando il lavoro di squadra che la band stava condividendo durante la performance, concludendo che sia Criss che Frehley erano ora "riconciliati per divertimento e per fare un sacco di profitto".

Un giornalista del Rolling Stone il quale assistette al primo spettacolo del tour al Tiger Stadium di Detroit, dichiarò: "Certo, i Kiss fanno schifo, ma date loro un po' di credito - hanno fatto schifo per più di 20 anni. Sopravvivere ha significato che la band è vissuta abbastanza a lungo da vedere la sua influenza sulla generazione successiva, il che forse spiega lo spettacolo scioccante del legame tra Billy Corgan e Sebastian Bach nel backstage. Quindi, OK, forse i Kiss non fanno schifo. E in loro difesa , va gridato ad alta voce che sono stati una delle prime band ad abbracciare completamente la nozione di rock come spettacolo, mettendoli così davanti alla curva che presto ci avrebbe portato Cats e al riemergere di Las Vegas come nuova capitale americana".

Dallo spettacolo finale a Londra al Finsbury Park, un giornalista di The Independent dichiarò: "Come ti aspetteresti con i Kiss, è stato uno dei migliori ingressi sul palco di sempre ma, a parte qualche momento , il concerto è presto calato. Hanno mantenuto un certo interesse attraverso la teatralità... il fatto che tutto ciò accadesse alla luce del giorno non ha aiutato, ma quando è calato il tramonto, i Kiss hanno cambiato marcia. Dato che era l'ultima notte di un tour mondiale iniziato più di un anno fa, il sentimentalismo era un tema ricorrente.Il cantante e portavoce della band Paul Stanley balbettava su quanto fossero importanti i Kiss Army e su come gli sarebbe piaciuto entrare in mezzo a loro... Se questo era teatro, era il teatro di l'assurdo, dove lo scherzo sembrava essere sui Kiss, fino a quando, finalmente, ti sei reso conto che avevi riso con loro, non di loro, per tutto il tempo".

## Artisti d'apertura
- Red Hot Chili Peppers = 1
- Alice in Chains = 2
- Sponge = 3
- Pushmonkey = 4
- The Melvins = 5
- The Nixons = 6
- D Generation = 7
- CIV = 8
- 311 = 9
- Stabbing Westward = 10
- Red Five = 11
- The Hunger = 12
- The Verve Pipe = 13
- The Bogmen = 14
- Deftones = 15
- Coyote Shivers = 16
- Royal Crown Revue = 17
- Fluffy = 18
- Caroline's Spine = 19
- Poe = 20
- Reel Big Fish = 21
- Johnny Bravo = 22
- Die Ärzte = 23
- The 4th Floor = 24
- The Exponents = 25
- Custard = 26
- Fireballs = 27
- The Screaming Jets = 28
- Non-Intentional Lifeform = 29
- The Fauves = 30
- Snout = 31
- Pantera = 32
- Powerman 5000 = 33
- Glueleg = 34
- Outhouse = 35
- Econoline Crush = 36
- Sugar Ray = 37
- Otto Waalkes = 38
- Moonspell = 39
- Naked Lunch = 40
- Alkbottle = 41
- Sextiger = 42
- Sideburn = 43
- Warpigs = 44
- Irigy Hónaljmirigy = 45
- Waltari = 46
- Lut Pes = 47
- Satisfucktion = 48
- Uncle Meat = 49
- Channel Zero = 50
- The Hellacopters = 51
- Fungus = 52
- Passion Orange = 53
- Strawberry  = 54
- Slaughterhouse = 55
- El Fantastico Hombre Bala = 56
- Core = 57
- Rage Against the Machine = 58
- Skunk Anansie = 59
- Thunder = 60
- L7 = 61
- 3 Colours Red = 62

## Date
| Data              | Città             | Stato           | Luogo                              | Artisti d'apertura     | Biglietti venduti / Biglietti disponibili | Incasso    | Riferimenti |
| Warm Up           | Warm Up           | Warm Up         | Warm Up                            | Warm Up                | Warm Up                                   | Warm Up    | Warm Up     |
| ----------------- | ----------------- | --------------- | ---------------------------------- | ---------------------- | ----------------------------------------- | ---------- | ----------- |
| 15 giugno 1996    | Irvine            | Stati Uniti     | Irvine Meadows Amphitheatre        | 1                      | N.D.                                      | N.D.       | N.D.        |
| Nord America      |                   |                 |                                    |                        |                                           |            |             |
| 28 giugno 1996    | Detroit           | Stati Uniti     | Tiger Stadium                      | 2 ; 3                  | 39 867 / 39 867                           | $1 561 953 | [ 17 ]      |
| 30 giugno 1996    | Louisville        | Stati Uniti     | Freedom Hall                       | 2                      | 15 891 / 15 891                           | $473 440   | [ 18 ]      |
| 2 luglio 1996     | St. Louis         | Stati Uniti     | Kiel Center                        | 2                      | 16 310 / 16 310                           | $598 337   | [ 19 ]      |
| 3 luglio 1996     | Kansas City       | Stati Uniti     | Kemper Arena                       | 2                      | N.D.                                      | N.D.       | N.D.        |
| 5 luglio 1996     | Dallas            | Stati Uniti     | Reunion Arena                      | 4                      | N.D.                                      | N.D.       | N.D.        |
| 6 luglio 1996     | Houston           | Stati Uniti     | The Summit                         | 4                      | N.D.                                      | N.D.       | N.D.        |
| 7 luglio 1996     | San Antonio       | Stati Uniti     | Alamodome                          | 4                      | N.D.                                      | N.D.       | N.D.        |
| 9 luglio 1996     | New Orleans       | Stati Uniti     | Louisiana Superdome                | 5                      | 16 308 / 16 308                           | $513 665   | [ 19 ]      |
| 10 luglio 1996    | Memphis           | Stati Uniti     | Pyramid Arena                      | 5                      | N.D.                                      | N.D.       | N.D.        |
| 12 luglio 1996    | Moline            | Stati Uniti     | The MARK of the Quad Cities        | 5                      | N.D.                                      | N.D.       | N.D.        |
| 13 luglio 1996    | Saint Paul        | Stati Uniti     | St. Paul Civic Center              | 5                      | N.D.                                      | N.D.       | N.D.        |
| 14 luglio 1996    | Rosemont          | Stati Uniti     | Rosemont Horizon                   | 5                      | N.D.                                      | N.D.       | N.D.        |
| 16 luglio 1996    | Rosemont          | Stati Uniti     | Rosemont Horizon                   | 6                      | N.D.                                      | N.D.       | N.D.        |
| 17 luglio 1996    | Fairborn          | Stati Uniti     | Ervin J. Nutter Center             | 6                      | N.D.                                      | N.D.       | N.D.        |
| 19 luglio 1996    | Cleveland         | Stati Uniti     | Gund Arena                         | 6                      | N.D.                                      | N.D.       | N.D.        |
| 20 luglio 1996    | Cleveland         | Stati Uniti     | Gund Arena                         | 7                      | N.D.                                      | N.D.       | N.D.        |
| 21 luglio 1996    | Pittsburgh        | Stati Uniti     | Civic Arena                        | 6                      | N.D.                                      | N.D.       | N.D.        |
| 22 luglio 1996    | Pittsburgh        | Stati Uniti     | Civic Arena                        | 7                      | N.D.                                      | N.D.       | N.D.        |
| 25 luglio 1996    | New York          | Stati Uniti     | Madison Square Garden              | 7                      | 58 820 / 58 820                           | $3 267 670 | [ 20 ]      |
| 26 luglio 1996    | New York          | Stati Uniti     | Madison Square Garden              | 8                      | 58 820 / 58 820                           | $3 267 670 | [ 20 ]      |
| 27 luglio 1996    | New York          | Stati Uniti     | Madison Square Garden              | 9                      | 58 820 / 58 820                           | $3 267 670 | [ 20 ]      |
| 28 luglio 1996    | New York          | Stati Uniti     | Madison Square Garden              | 6                      | 58 820 / 58 820                           | $3 267 670 | [ 20 ]      |
| 30 luglio 1996    | Boston            | Stati Uniti     | FleetCenter                        | 6                      | N.D.                                      | N.D.       | N.D.        |
| 31 luglio 1996    | Boston            | Stati Uniti     | FleetCenter                        | 7                      | N.D.                                      | N.D.       | N.D.        |
| 2 agosto 1996     | Québec            | Canada          | Colisée de Quebec                  | 7                      | N.D.                                      | N.D.       | N.D.        |
| 3 agosto 1996     | Montréal          | Canada          | Molson Centre                      | 7                      | N.D.                                      | N.D.       | N.D.        |
| 5 agosto 1996     | Ottawa            | Canada          | Corel Centre                       | 7                      | N.D.                                      | N.D.       | N.D.        |
| 6 agosto 1996     | Toronto           | Canada          | SkyDome                            | 7                      | N.D.                                      | N.D.       | N.D.        |
| 8 agosto 1996     | Cincinnati        | Stati Uniti     | Riverfront Coliseum                | 7                      | N.D.                                      | N.D.       | N.D.        |
| 9 agosto 1996     | Indianapolis      | Stati Uniti     | Market Square Arena                | 7                      | N.D.                                      | N.D.       | N.D.        |
| 10 agosto 1996    | Milwaukee         | Stati Uniti     | Bradley Center                     | 7                      | N.D.                                      | N.D.       | N.D.        |
| Monsters Of Rock  |                   |                 |                                    |                        |                                           |            |             |
| 17 agosto 1996    | Leicestershire    | Inghilterra     | Castle Donington                   | N.D.                   | N.D.                                      | N.D.       | N.D.        |
| Nord America      |                   |                 |                                    |                        |                                           |            |             |
| 21 agosto 1996    | Phoenix           | Stati Uniti     | America West Arena                 | 10                     | N.D.                                      | N.D.       | N.D.        |
| 23 agosto 1996    | Inglewood         | Stati Uniti     | Great Western Forum                | 10                     | 40 919 / 40 919                           | $1 601 705 | [ 21 ]      |
| 24 agosto 1996    | Inglewood         | Stati Uniti     | Great Western Forum                | 10                     | 40 919 / 40 919                           | $1 601 705 | [ 21 ]      |
| 25 agosto 1996    | Inglewood         | Stati Uniti     | Great Western Forum                | 11                     | 40 919 / 40 919                           | $1 601 705 | [ 21 ]      |
| 27 agosto 1996    | San Jose          | Stati Uniti     | San Jose Arena                     | 10                     | N.D.                                      | N.D.       | N.D.        |
| 28 agosto 1996    | Sacramento        | Stati Uniti     | ARCO Arena                         | 10                     | N.D.                                      | N.D.       | N.D.        |
| 30 agosto 1996    | Portland          | Stati Uniti     | Rose Garden Arena                  | 10                     | N.D.                                      | N.D.       | N.D.        |
| 31 agosto 1996    | Tacoma            | Stati Uniti     | Tacoma Dome                        | 10                     | N.D.                                      | N.D.       | N.D.        |
| 1 settembre 1996  | Spokane           | Stati Uniti     | Spokane Arena                      | 10                     | N.D.                                      | N.D.       | N.D.        |
| 2 settembre 1996  | Vancouver         | Canada          | General Motors Place               | 10                     | N.D.                                      | N.D.       | N.D.        |
| 5 settembre 1996  | Salt Lake City    | Stati Uniti     | Delta Center                       | 12                     | N.D.                                      | N.D.       | N.D.        |
| 7 settembre 1996  | Denver            | Stati Uniti     | McNichols Sports Arena             | 12                     | N.D.                                      | N.D.       | N.D.        |
| 8 settembre 1996  | Denver            | Stati Uniti     | McNichols Sports Arena             | 12                     | N.D.                                      | N.D.       | N.D.        |
| 10 settembre 1996 | Valley Center     | Stati Uniti     | Britt Brown Arena                  | 12                     | N.D.                                      | N.D.       | N.D.        |
| 11 settembre 1996 | Oklahoma City     | Stati Uniti     | Myriad Convention Center           | 12                     | 9 423 / 10 343                            | $334 630   | [ 22 ]      |
| 13 settembre 1996 | Tupelo            | Stati Uniti     | Tupelo Coliseum                    | 12                     | N.D.                                      | N.D.       | N.D.        |
| 14 settembre 1996 | Birmingham        | Stati Uniti     | BJCC Coliseum                      | 12                     | N.D.                                      | N.D.       | N.D.        |
| 15 settembre 1996 | Pensacola         | Stati Uniti     | Pensacola Civic Center             | 13                     | N.D.                                      | N.D.       | N.D.        |
| 17 settembre 1996 | Miami             | Stati Uniti     | Miami Arena                        | 13                     | N.D.                                      | N.D.       | N.D.        |
| 19 settembre 1996 | Jacksonville      | Stati Uniti     | Jacksonville Coliseum              | 13                     | N.D.                                      | N.D.       | N.D.        |
| 20 settembre 1996 | Saint Petersburg  | Stati Uniti     | Thunderdome                        | 13                     | 14 328 / 14 328                           | $532 881   | [ 23 ]      |
| 22 settembre 1996 | Orlando           | Stati Uniti     | Orlando Arena                      | 13                     | N.D.                                      | N.D.       | N.D.        |
| 24 settembre 1996 | North Charleston  | Stati Uniti     | North Charleston Coliseum          | 13                     | N.D.                                      | N.D.       | N.D.        |
| 25 settembre 1996 | Columbia          | Stati Uniti     | Carolina Coliseum                  | 13                     | 9 034 / 9 034                             | $326 800   | [ 24 ]      |
| 27 settembre 1996 | Charlotte         | Stati Uniti     | Charlotte Coliseum                 | 13                     | N.D.                                      | N.D.       | N.D.        |
| 28 settembre 1996 | Greensboro        | Stati Uniti     | Greensboro Coliseum                | 13                     | 16 100 / 16 100                           | $547 293   | [ 24 ]      |
| 29 settembre 1996 | Knoxville         | Stati Uniti     | Thompson–Boling Arena              | 13                     | N.D.                                      | N.D.       | N.D.        |
| 1 ottobre 1996    | Atlanta           | Stati Uniti     | Omni Coliseum                      | 13                     | 23 798 / 26 336                           | $868 627   | [ 25 ]      |
| 2 ottobre 1996    | Atlanta           | Stati Uniti     | Omni Coliseum                      | 14                     | 23 798 / 26 336                           | $868 627   | [ 25 ]      |
| 4 ottobre 1996    | Roanoke           | Stati Uniti     | Roanoke Civic Center               | 14                     | N.D.                                      | N.D.       | N.D.        |
| 5 ottobre 1996    | Hampton           | Stati Uniti     | Hampton Coliseum                   | 14                     | N.D.                                      | N.D.       | N.D.        |
| 6 ottobre 1996    | Landover          | Stati Uniti     | USAir Arena                        | 14                     | N.D.                                      | N.D.       | N.D.        |
| 7 ottobre 1996    | Landover          | Stati Uniti     | USAir Arena                        | 15                     | N.D.                                      | N.D.       | N.D.        |
| 8 ottobre 1996    | Filadelfia        | Stati Uniti     | CoreStates Center                  | 14                     | N.D.                                      | N.D.       | N.D.        |
| 9 ottobre 1996    | Filadelfia        | Stati Uniti     | CoreStates Center                  | 15                     | N.D.                                      | N.D.       | N.D.        |
| 11 ottobre 1996   | Filadelfia        | Stati Uniti     | CoreStates Center                  | 15                     | N.D.                                      | N.D.       | N.D.        |
| 12 ottobre 1996   | Albany            | Stati Uniti     | Knickerbocker Arena                | 15                     | N.D.                                      | N.D.       | N.D.        |
| 13 ottobre 1996   | Buffalo           | Stati Uniti     | Marine Midland Arena               | 15                     | N.D.                                      | N.D.       | N.D.        |
| 15 ottobre 1996   | Indianapolis      | Stati Uniti     | Market Square Arena                | 15                     | N.D.                                      | N.D.       | N.D.        |
| 16 ottobre 1996   | Auburn Hills      | Stati Uniti     | The Palace of Auburn Hills         | 15                     | 27 267 / 27 267                           | $1 183 635 | [ 25 ]      |
| 17 ottobre 1996   | Auburn Hills      | Stati Uniti     | The Palace of Auburn Hills         | 16                     | 27 267 / 27 267                           | $1 183 635 | [ 25 ]      |
| 18 ottobre 1996   | Lexington         | Stati Uniti     | Rupp Arena                         | 15                     | 11 740 / 14 000                           | $424 647   | [ 25 ]      |
| 20 ottobre 1996   | Cleveland         | Stati Uniti     | Gund Arena                         | 15                     | 17 037 / 17 037                           | $554 399   | [ 25 ]      |
| 21 ottobre 1996   | Rosemont          | Stati Uniti     | Rosemont Horizon                   | 15                     | N.D.                                      | N.D.       | N.D.        |
| 23 ottobre 1996   | Omaha             | Stati Uniti     | Omaha Civic Auditorium             | 17                     | 21 332 / 21 332                           | $629 294   | [ 25 ]      |
| 24 ottobre 1996   | Omaha             | Stati Uniti     | Omaha Civic Auditorium             | 17                     | 21 332 / 21 332                           | $629 294   | [ 25 ]      |
| 26 ottobre 1996   | Las Cruces        | Stati Uniti     | Pan American Center                | 18                     | N.D.                                      | N.D.       | N.D.        |
| 27 ottobre 1996   | Albuquerque       | Stati Uniti     | Tingley Coliseum                   | 18                     | N.D.                                      | N.D.       | N.D.        |
| 29 ottobre 1996   | San Diego         | Stati Uniti     | San Diego Sports Arena             | 19                     | N.D.                                      | N.D.       | N.D.        |
| 31 ottobre 1996   | Irvine            | Stati Uniti     | Irvine Meadows Amphitheatre        | 20                     | 22 550 / 30 832                           | $801 744   | [ 26 ]      |
| 1 novembre 1996   | Irvine            | Stati Uniti     | Irvine Meadows Amphitheatre        | 21                     | N.D.                                      | N.D.       | N.D.        |
| 2 novembre 1996   | Las Vegas         | Stati Uniti     | MGM Grand Garden Arena             | 19                     | 13 030 / 13 030                           | $587 330   | [ 27 ]      |
| 5 novembre 1996   | Austin            | Stati Uniti     | Frank Erwin Center                 | 22                     | 7 929 / 13 506                            | $272 699   | [ 28 ]      |
| 6 novembre 1996   | Lafayette         | Stati Uniti     | Cajundome                          | 22                     | N.D.                                      | N.D.       | N.D.        |
| 7 novembre 1996   | Shreveport        | Stati Uniti     | Hirsch Memorial Coliseum           | 22                     | N.D.                                      | N.D.       | N.D.        |
| 9 novembre 1996   | Little Rock       | Stati Uniti     | Barton Coliseum                    | 22                     | N.D.                                      | N.D.       | N.D.        |
| 10 novembre 1996  | Dallas            | Stati Uniti     | Reunion Arena                      | 22                     | N.D.                                      | N.D.       | N.D.        |
| Europa            |                   |                 |                                    |                        |                                           |            |             |
| 20 novembre 1996  | Birmingham        | Inghilterra     | NEC Arena                          | 13                     | N.D.                                      | N.D.       | N.D.        |
| 21 novembre 1996  | Manchester        | Inghilterra     | NYNEX Arena                        | 13                     | N.D.                                      | N.D.       | N.D.        |
| 25 novembre 1996  | Londra            | Inghilterra     | Wembley Arena                      | 13                     | N.D.                                      | N.D.       | N.D.        |
| 1 dicembre 1996   | Forest            | Belgio          | Forest National                    | 13                     | N.D.                                      | N.D.       | N.D.        |
| 2 dicembre 1996   | Parigi            | Francia         | Zénith di Parigi                   | 13                     | N.D.                                      | N.D.       | N.D.        |
| 4 dicembre 1996   | Berlino           | Germania        | Deutschlandhalle                   | 23                     | N.D.                                      | N.D.       | N.D.        |
| 6 dicembre 1996   | Stoccolma         | Svezia          | Globen Arena                       | 13                     | N.D.                                      | N.D.       | N.D.        |
| 7 dicembre 1996   | Göteborg          | Svezia          | Scandinavium                       | 13                     | N.D.                                      | N.D.       | N.D.        |
| 8 dicembre 1996   | Oslo              | Norvegia        | Oslo Spektrum                      | 13                     | N.D.                                      | N.D.       | N.D.        |
| 10 dicembre 1996  | Rotterdam         | Paesi Bassi     | Rotterdam Ahoy                     | 13                     | N.D.                                      | N.D.       | N.D.        |
| 11 dicembre 1996  | Francoforte       | Germania        | Festhalle Frankfurt                | 23                     | N.D.                                      | N.D.       | N.D.        |
| 12 dicembre 1996  | Oberhausen        | Germania        | Oberhausen Arena                   | 23                     | N.D.                                      | N.D.       | N.D.        |
| 14 dicembre 1996  | Praga             | Repubblica Ceca | Sportovní hala                     | 13                     | N.D.                                      | N.D.       | N.D.        |
| 15 dicembre 1996  | Praga             | Repubblica Ceca | Sportovní hala                     | 13                     | N.D.                                      | N.D.       | N.D.        |
| 16 dicembre 1996  | Vienna            | Austria         | Libro Music Hall                   | 13                     | N.D.                                      | N.D.       | N.D.        |
| 18 dicembre 1996  | Milano            | Italia          | Mediolanum Forum                   | 13                     | N.D.                                      | N.D.       | N.D.        |
| 19 dicembre 1996  | Zurigo            | Svizzera        | Hallenstadion                      | 13                     | N.D.                                      | N.D.       | N.D.        |
| 20 dicembre 1996  | Stoccarda         | Germania        | Schleyerhalle                      | 23                     | N.D.                                      | N.D.       | N.D.        |
| 21 dicembre 1996  | Dortmund          | Germania        | Westfalenhalle                     | 23                     | N.D.                                      | N.D.       | N.D.        |
| Nord America      |                   |                 |                                    |                        |                                           |            |             |
| 28 dicembre 1996  | Worcester         | Stati Uniti     | Worcester Centrum                  | 24                     | N.D.                                      | N.D.       | N.D.        |
| 29 dicembre 1996  | Uniondale         | Stati Uniti     | Nassau Veterans Memorial Coliseum  | 24                     | 13 972 / 14 550                           | $764 030   | [ 29 ]      |
| 30 dicembre 1996  | Hartford          | Stati Uniti     | Hartford Civic Center              | 24                     | N.D.                                      | N.D.       | N.D.        |
| 31 dicembre 1996  | East Rutherford   | Stati Uniti     | Continental Airlines Arena         | 24                     | 13 253 / 15 310                           | $725 655   | [ 29 ]      |
| Asia              |                   |                 |                                    |                        |                                           |            |             |
| 18 gennaio 1997   | Tokyo             | Giappone        | Tokyo Dome                         | N.D.                   | N.D.                                      | N.D.       | N.D.        |
| 20 gennaio 1997   | Nagoya            | Giappone        | Nagoya Rainbow Hall                | N.D.                   | N.D.                                      | N.D.       | N.D.        |
| 21 gennaio 1997   | Osaka             | Giappone        | Osaka Castle Hall                  | N.D.                   | N.D.                                      | N.D.       | N.D.        |
| 22 gennaio 1997   | Osaka             | Giappone        | Osaka Castle Hall                  | N.D.                   | N.D.                                      | N.D.       | N.D.        |
| 24 gennaio 1997   | Fukuoka           | Giappone        | Kokusai Center                     | N.D.                   | N.D.                                      | N.D.       | N.D.        |
| 25 gennaio 1997   | Hiroshima         | Giappone        | Hiroshima Sun Plaza                | N.D.                   | N.D.                                      | N.D.       | N.D.        |
| Oceania           |                   |                 |                                    |                        |                                           |            |             |
| 31 gennaio 1997   | Auckland          | Nuova Zelanda   | The Supertop                       | 25                     | N.D.                                      | N.D.       | N.D.        |
| 3 febbraio 1997   | Brisbane          | Australia       | Brisbane Entertainment Centre      | 26                     | N.D.                                      | N.D.       | N.D.        |
| 5 febbraio 1997   | Sydney            | Australia       | Sydney Entertainment Centre        | 27                     | N.D.                                      | N.D.       | N.D.        |
| 6 febbraio 1997   | Sydney            | Australia       | Sydney Entertainment Centre        | 28                     | N.D.                                      | N.D.       | N.D.        |
| 9 febbraio 1997   | Perth             | Australia       | Burswood Dome                      | 29                     | N.D.                                      | N.D.       | N.D.        |
| 11 febbraio 1997  | Adelaide          | Australia       | Memorial Drive Tennis Centre       | 27                     | N.D.                                      | N.D.       | N.D.        |
| 13 febbraio 1997  | Melbourne         | Australia       | Centre Court                       | 27                     | N.D.                                      | N.D.       | N.D.        |
| 14 febbraio 1997  | Melbourne         | Australia       | Centre Court                       | 30                     | N.D.                                      | N.D.       | N.D.        |
| 15 febbraio 1997  | Melbourne         | Australia       | Centre Court                       | 31                     | N.D.                                      | N.D.       | N.D.        |
| Nord America      |                   |                 |                                    |                        |                                           |            |             |
| 7 marzo 1997      | Città del Messico | Messico         | Palacio de los Deportes            | 32                     | 55 800 / 55 800                           | $1 183 988 | [ 30 ]      |
| 8 marzo 1997      | Città del Messico | Messico         | Palacio de los Deportes            | 32                     | 55 800 / 55 800                           | $1 183 988 | [ 30 ]      |
| 9 marzo 1997      | Città del Messico | Messico         | Palacio de los Deportes            | 32                     | 55 800 / 55 800                           | $1 183 988 | [ 30 ]      |
| Sud America       |                   |                 |                                    |                        |                                           |            |             |
| 11 marzo 1997     | Santiago          | Cile            | Velodromo del Estadio Nacional     | 32                     | N.D.                                      | N.D.       | N.D.        |
| 14 marzo 1997     | Buenos Aires      | Argentina       | Stadio Monumental                  | 32                     | N.D.                                      | N.D.       | N.D.        |
| Nord America      |                   |                 |                                    |                        |                                           |            |             |
| 21 marzo 1997     | New Haven         | Stati Uniti     | New Haven Coliseum                 | 33                     | N.D.                                      | N.D.       | N.D.        |
| 22 marzo 1997     | Springfield       | Stati Uniti     | Springfield Civic Center           | 33                     | N.D.                                      | N.D.       | N.D.        |
| 23 marzo 1997     | Providence        | Stati Uniti     | Providence Civic Center            | 33                     | 10 818 / 10 818                           | $377 448   | [ 30 ]      |
| 25 marzo 1997     | Portland          | Stati Uniti     | Cumberland County Civic Center     | 33                     | N.D.                                      | N.D.       | N.D.        |
| 27 marzo 1997     | Wheeling          | Stati Uniti     | Wheeling Civic Center              | 33                     | N.D.                                      | N.D.       | N.D.        |
| 28 marzo 1997     | Hamilton          | Canada          | Copps Coliseum                     | 34                     | N.D.                                      | N.D.       | N.D.        |
| 29 marzo 1997     | University Park   | Stati Uniti     | Bryce Jordan Center                | 33                     | N.D.                                      | N.D.       | N.D.        |
| 31 marzo 1997     | Charleston        | Stati Uniti     | Charleston Civic Center            | 33                     | N.D.                                      | N.D.       | N.D.        |
| 1 aprile 1997     | Baltimora         | Stati Uniti     | Baltimore Arena                    | 33                     | N.D.                                      | N.D.       | N.D.        |
| 2 aprile 1997     | Richmond          | Stati Uniti     | Richmond Coliseum                  | 33                     | N.D.                                      | N.D.       | N.D.        |
| 4 aprile 1997     | Chapel Hill       | Stati Uniti     | Dean Smith Center                  | 33                     | N.D.                                      | N.D.       | N.D.        |
| 5 aprile 1997     | Columbus          | Stati Uniti     | Columbus Civic Center              | 33                     | N.D.                                      | N.D.       | N.D.        |
| 6 aprile 1997     | Nashville         | Stati Uniti     | Nashville Arena                    | 33                     | 15 267 / 15 267                           | $487 008   | [ 31 ]      |
| 8 aprile 1997     | Evansville        | Stati Uniti     | Roberts Municipal Stadium          | 7                      | N.D.                                      | N.D.       | N.D.        |
| 9 aprile 1997     | Fort Wayne        | Stati Uniti     | Allen County War Memorial Coliseum | 7                      | N.D.                                      | N.D.       | N.D.        |
| 10 aprile 1997    | Grand Rapids      | Stati Uniti     | Van Andel Arena                    | 35                     | N.D.                                      | N.D.       | N.D.        |
| 12 aprile 1997    | Toledo            | Stati Uniti     | John F. Savage Hall                | 35                     | N.D.                                      | N.D.       | N.D.        |
| 13 aprile 1997    | Peoria            | Stati Uniti     | Peoria Civic Center                | 35                     | N.D.                                      | N.D.       | N.D.        |
| 15 aprile 1997    | St. Louis         | Stati Uniti     | Kiel Center                        | 35                     | N.D.                                      | N.D.       | N.D.        |
| 16 aprile 1997    | Topeka            | Stati Uniti     | Landon Arena                       | 35                     | N.D.                                      | N.D.       | N.D.        |
| 18 aprile 1997    | Sioux Falls       | Stati Uniti     | Sioux Falls Arena                  | 35                     | N.D.                                      | N.D.       | N.D.        |
| 19 aprile 1997    | Ames              | Stati Uniti     | Hilton Coliseum                    | 35                     | N.D.                                      | N.D.       | N.D.        |
| 20 aprile 1997    | Cedar Rapids      | Stati Uniti     | Five Seasons Center                | 35                     | 9 084 / 9 084                             | $313 398   | [ 32 ]      |
| 22 aprile 1997    | Saint Paul        | Stati Uniti     | St. Paul Civic Center              | 35                     | N.D.                                      | N.D.       | N.D.        |
| 23 aprile 1997    | Madison           | Stati Uniti     | Dane County Expo Coliseum          | 35                     | N.D.                                      | N.D.       | N.D.        |
| 25 aprile 1997    | Mankato           | Stati Uniti     | Mankato Civic Center               | 35                     | N.D.                                      | N.D.       | N.D.        |
| 26 aprile 1997    | Fargo             | Stati Uniti     | Fargodome                          | 35                     | N.D.                                      | N.D.       | N.D.        |
| 27 aprile 1997    | Bismark           | Stati Uniti     | Bismarck Civic Center              | 35                     | N.D.                                      | N.D.       | N.D.        |
| 29 aprile 1997    | Winnipeg          | Canada          | Winnipeg Arena                     | 36                     | N.D.                                      | N.D.       | N.D.        |
| 30 aprile 1997    | Winnipeg          | Canada          | Winnipeg Arena                     | 36                     | N.D.                                      | N.D.       | N.D.        |
| 1 maggio 1997     | Saskatoon         | Canada          | Saskatchewan Place                 | 36                     | N.D.                                      | N.D.       | N.D.        |
| 2 maggio 1997     | Edmonton          | Canada          | Edmonton Coliseum                  | 36                     | N.D.                                      | N.D.       | N.D.        |
| 3 maggio 1997     | Calgary           | Canada          | Canadian Airlines Saddledome       | 36                     | N.D.                                      | N.D.       | N.D.        |
| 5 maggio 1997     | Seattle           | Stati Uniti     | KeyArena                           | 37                     | N.D.                                      | N.D.       | N.D.        |
| 6 maggio 1997     | Vancouver         | Canada          | General Motors Place               | 36                     | N.D.                                      | N.D.       | N.D.        |
| Europa            |                   |                 |                                    |                        |                                           |            |             |
| 16 maggio 1997    | Norimberga        | Germania        | Rock im Park                       | N.D.                   | N.D.                                      | N.D.       | N.D.        |
| 18 maggio 1997    | Nürburgring       | Germania        | Rock am Ring                       | N.D.                   | N.D.                                      | N.D.       | N.D.        |
| 21 maggio 1997    | Berlino           | Germania        | Waldbühne                          | 38                     | N.D.                                      | N.D.       | N.D.        |
| 22 maggio 1997    | Lipsia            | Germania        | Messehalle                         | 23                     | N.D.                                      | N.D.       | N.D.        |
| 24 maggio 1997    | Amburgo           | Germania        | Trabrennbahn Bahrenfeld            | 23                     | N.D.                                      | N.D.       | N.D.        |
| 29 maggio 1997    | Wels              | Austria         | Messegelände                       | 39 ; 40 ; 41 ; 42      | N.D.                                      | N.D.       | N.D.        |
| 31 maggio 1997    | Imst              | Austria         | Skiarena Imst                      | 39 ; 40                | N.D.                                      | N.D.       | N.D.        |
| 1 giugno 1997     | Zurigo            | Svizzera        | Hallenstadion                      | 43                     | N.D.                                      | N.D.       | N.D.        |
| 4 giugno 1997     | Belgrado          | Jugoslavia      | Sajam Hall 1                       | 23 ; 39                | N.D.                                      | N.D.       | N.D.        |
| 5 giugno 1997     | Budapest          | Ungheria        | Petőfi Csarnok                     | 44 ; 45                | N.D.                                      | N.D.       | N.D.        |
| 7 giugno 1997     | Praga             | Repubblica Ceca | Stadion Juliska                    | 46 ; 47 ; 48           | N.D.                                      | N.D.       | N.D.        |
| 10 giugno 1997    | Gand              | Belgio          | Flanders Expo Arena                | 49                     | N.D.                                      | N.D.       | N.D.        |
| 11 giugno 1997    | Utrecht           | Paesi Bassi     | Prins Van Oranjehal                | 50                     | N.D.                                      | N.D.       | N.D.        |
| 14 giugno 1997    | Stoccolma         | Svezia          | Stockholms Stadion                 | 51 ; 52                | N.D.                                      | N.D.       | N.D.        |
| 15 giugno 1997    | Stoccolma         | Svezia          | Stockholms Stadion                 | 51 ; 52                | N.D.                                      | N.D.       | N.D.        |
| 17 giugno 1997    | Helsinki          | Finlandia       | Hartwall Areena                    | 51                     | N.D.                                      | N.D.       | N.D.        |
| 19 giugno 1997    | Oslo              | Norvegia        | Oslo Spektrum                      | 51                     | N.D.                                      | N.D.       | N.D.        |
| 21 giugno 1997    | Copenaghen        | Danimarca       | Valby Idrætspark                   | 53 ; 54 ; 55           | N.D.                                      | N.D.       | N.D.        |
| 25 giugno 1997    | Madrid            | Spagna          | Palacio de los Deportes            | 56                     | N.D.                                      | N.D.       | N.D.        |
| 26 giugno 1997    | Saragozza         | Spagna          | Plaza de Toros de Zaragoza         | 56                     | N.D.                                      | N.D.       | N.D.        |
| 30 giugno 1997    | Barcellona        | Spagna          | Palau dels Esports de Barcelona    | 56                     | N.D.                                      | N.D.       | N.D.        |
| 2 luglio 1997     | Ginevra           | Svizzera        | SEG Geneva Arena                   | 57                     | N.D.                                      | N.D.       | N.D.        |
| 5 luglio 1997     | Londra            | Inghilterra     | Finsbury Park                      | 58 ; 59 ; 60 ; 61 ; 62 | N.D.                                      | N.D.       | N.D.        |
| Totale            | Totale            | Totale          | Totale                             | Totale                 | /                                         | $          | N.D.        |

### Date cancellate o posticipate
| Data             | Città         | Stato       | Luogo                   | Motivo                                                                |
| ---------------- | ------------- | ----------- | ----------------------- | --------------------------------------------------------------------- |
| 4 settembre 1996 | Boise         | Stati Uniti | BSU Pavilion            | Annullato poiché dovettero apparire agli MTV Video Music Awards       |
| 28 novembre 1996 | Madrid        | Spagna      | Palacio de los Deportes | Annullato a causa dello sciopero dei trasporti stradali francesi      |
| 29 novembre 1996 | Saragozza     | Spagna      | Sala Multiusos          | Annullato a causa dello sciopero dei trasporti stradali francesi      |
| 28 gennaio 1997  | Yokohama      | Giappone    | Yokohama Arena          | Cancellato per scarsa vendita di biglietti                            |
| 7 maggio 1997    | Yakima        | Stati Uniti | Yakima SunDome          | Annullato per necessità di più tempo per le prove per il tour europeo |
| 9 maggio 1997    | Reno          | Stati Uniti | Lawlor Events Center    | Annullato per necessità di più tempo per le prove per il tour europeo |
| 10 maggio 1997   | San Francisco | Stati Uniti | Cow Palace              | Annullato per necessità di più tempo per le prove per il tour europeo |
| 26 maggio 1997   | Varsavia      | Polonia     | Stadion Gwardia         | Cancellato per scarsa vendita di biglietti                            |
| 28 giugno 1997   | Lisbona       | Portogallo  | Estadio Nacional        | Cancellato per scarsa vendita di biglietti                            |

## Scaletta

### WarmUp Show
La seguente scaletta è stata eseguita durante il WarmUp Show del tour ad Irvine, in California, e non intende rappresentare tutti gli spettacoli del tour.
1. Deuce
2. Love Gun
3. Cold Gin
4. Calling Dr. Love
5. Firehouse
6. Shock Me
7. 100,000 Years
8. Detroit Rock City
9. Black Diamond

Bis
1. Rock and Roll All Nite

### Tiger Stadium
Questa è la prima scaletta suonata al Tiger Stadium di Detroit.
1. Deuce
2. King Of The Night Time World
3. Do You Love Me?
4. Calling Dr. Love
5. Cold Gin
6. Christine Sixteen
7. Love Gun
8. Shout It Out Loud
9. Watchin' You
10. Firehouse
11. 2,000 Man
12. Shock Me
13. Strutter
14. Rock Bottom
15. God Of Thunder
16. New York Groove
17. Let Me Go, Rock 'N Roll
18. 100,000 Years
19. Rock And Roll All Nite
20. Beth
21. Detroit Rock City
22. Black Diamond

Altre canzoni suonate:
1. Take Me
2. I Stole Your Love
3. Shandi
4. C'mon And Love Me
5. I Was Made for Lovin' You

### Stati Uniti 1996
1. Deuce
2. King Of The Night Time World
3. Do You Love Me?
4. Calling Dr. Love
5. Cold Gin
6. I Stole Your Love
7. Shout It Out Loud
8. Watchin' You
9. Firehouse
10. Shock Me (con assolo di chitarra di Ace Frehley)
11. Strutter
12. Rock Bottom
13. God Of Thunder (con assolo di Basso elettrico di Gene Simmons e di batteria di Peter Criss)
14. New York Groove
15. Love Gun
16. 100.000 Years
17. Black Diamond
18. Detroit Rock City
19. Beth
20. Rock and Roll All Nite

### Europa 1996
1. Deuce
2. King Of The Night Time World
3. Do You Love Me?
4. Calling Dr. Love
5. Cold Gin
6. Watchin' You
7. Firehouse
8. I Stole Your Love
9. Shock Me (con assolo di chitarra di Ace Frehley)
10. Let Me Go, Rock 'N Roll
11. Shout It Out Loud
12. I Was Made For Lovin' You
13. C’mon And Love Me
14. God Of Thunder (con assolo di Basso elettrico di Gene Simmons e di batteria di Peter Criss)
15. New York Groove
16. Love Gun
17. 100.000 Years
18. Black Diamond
19. Detroit Rock City
20. Beth
21. Rock and Roll Nite

### Donington 1996
1. Deuce
2. King Of The Night Time World
3. Do You Love Me?
4. Calling Dr. Love
5. Cold Gin
6. Let Me Go, Rock 'N Roll
7. Shout It Out Loud
8. Watchin' You
9. Firehouse
10. Shock Me
11. Strutter
12. God Of Thunder
13. Love Gun
14. 100,000 Years
15. Black Diamond
16. Detroit Rock City
17. Rock And Roll All Nite

### Europa 1997
1. Deuce
2. King Of The Night Time World
3. Let Me Go, Rock 'N Roll
4. Do You Love Me?
5. Firehouse
6. Watchin’ You
7. Shock Me (con assolo di chitarra di Ace Frehley)
8. Calling Dr. Love
9. Shout It Out Loud
10. Love Gun
11. Cold Gin
12. I Was Made For Lovin' You
13. God Of Thunder (con assolo di Basso elettrico di Gene Simmons e di batteria di Peter Criss)
14. New York Groove
15. 100.000 Years
16. Black Diamond
17. Detroit Rock City
18. Beth
19. Rock And Roll All Nite

## Formazione
- Paul Stanley - chitarra ritmica, voce
- Gene Simmons - basso, voce
- Ace Frehley - chitarra solista, voce
- Peter Criss - batteria, voce

Musicista aggiuntivo
- Ed Kanon - batteria, tecnico di batteria.[10]